# Alegeri în Peru
În Peru cetățenii își aleg in mod direct atât președintele cât și legislatura. Președintele este ales de către popor pe o perioadă de 5 ani. Congresul unicameral are 120 de membri de asemenea aleși pe un termen de 5 ani după un criteriu de reprezentare proporțională. Peru are un sistem multi-partid, sistem ce împiedică acapararea puterii de decizie a unui partid în defavoarea altora. Aceste partide trebuie să lucreze împreună în scopul de a forma o coaliție guvernamentală. Întregul proces electoral este susținut de către Juriul Național al Alegerilor și de către Oficiul Național al Proceselor Electorale.

## Alegeri prezidențiale
Rezultatul alegerilor prezidențiale peruviene din 9 aprilie si 4 iunie 2006.
| Candidati-Partide                                         | Primul scrutin | %(Voturi valide) | Al doilea scrutin | %(Voturi valide) |  |
| --------------------------------------------------------- | -------------- | ---------------- | ----------------- | ---------------- |  |
| Ollanta Humala Tasso (Union por del Peru)                 | 3758258        | 30.616           | 6270808           | 47.375           |  |
| Alan Garcia Perez (Partido Aprista Peruano)               | 2985858        | 24.324           | 6965017           | 52.625           |  |
| Lourdes Flores Nano (Unidad Nacional)                     | 2923280        | 23.814           |                   |                  |  |
| Martha Chavez Cossio (Alianza poe el Futuro)              | 912420         | 7.433            |                   |                  |  |
| Valentin Paniagua Corazao (Frente de Centro)              | 706156         | 5.753            |                   |                  |  |
| Humberto Lay Sun (Restauracion Nacional)                  | 537564         | 4.379            |                   |                  |  |
| Susana Villaran (Concertacion Descentralista)             | 76105          | 0.620            |                   |                  |  |
| Jaime Salinas (Justicia Nacional)                         | 56636          | 0.535            |                   |                  |  |
| Javier Diez Canseco (Partido Socialista)                  | 60955          | 0.497            |                   |                  |  |
| Natale Amprimo (Alianza Para el Progreso)                 | 49332          | 0.402            |                   |                  |  |
| Pedro Koechlin Von Stein (Con Fuerza Peru)                | 38212          | 0.311            |                   |                  |  |
| Alberto Moreno (Movimiento Nueva Izquierda)               | 33918          | 0.276            |                   |                  |  |
| Alberto Borea (Fuerza Democratica)                        | 24584          | 0.200            |                   |                  |  |
| Ulises Humala (Avanza Pais)                               | 24518          | 0.200            |                   |                  |  |
| Ciro Galvez (Renacimiento Andino)                         | 22892          | 0.186            |                   |                  |  |
| Javier Espinoza (Progresemos Peru)                        | 13985          | 0.114            |                   |                  |  |
| Jose Cardo Guarderas (Reconstruccion Democratica)         | 11925          | 0.097            |                   |                  |  |
| Antero Asto (Resurgimiento Peruano)                       | 10857          | 0.088            |                   |                  |  |
| Ricardo Wong (Y se llama Peru)                            | 10539          | 0.086            |                   |                  |  |
| Luis Guerrero (Peru Ahora)                                | 8410           | 0.069            |                   |                  |  |
| Total voturi valide (scrutin 1 88706%, scrutin 2 87.712%) | 12275384       | 100              | 13235097          | 100              |  |
| Voturi goale                                              | 1737045        | 11.872           | 157863            | 1.091            |  |
| Voturi Invalide                                           | 619574         | 4.234            | 1075089           | 7.431            |  |

## Alegerile Parlamentare
Rezumatul rezultatelor electorale din 9 aprilie 2006 pentru membrii Congresului Republicii Peru și pentru membrii Parlamentului Andin.
|                                                                                               | Voturi   | %(Valid) | Locuri | Voturi  | %(valid) | Locuri | Înlocuitori |  |
| Union por el Peru include Partido Nacionalista Peruano                                        | 2274739  | 21.154   | 45     | 2044862 | 23.969   | 2      | 4           |  |
| Partido Aprista Peruano                                                                       | 2213562  | 20.586   | 36     | 1927834 | 22.597   | 2      | 4           |  |
| Unidad Nacional include Partido Popular Cristiano, Solidaridad Nacional, Renovacion Nacional  | 1648577  | 15.331   | 17     | 1812384 | 21.244   | 1      | 2           |  |
| Alianza por el Futuro include Cambio 90, Nueva Mayoria                                        | 1408055  | 13.095   | 13     | 793443  | 9.300    | 0      | 0           |  |
| Frente del Centro include Accion Popular, Somos Peru, Coordinadora nacional de Independientes | 760245   | 7.070    | 5      | 479367  | 5.619    | 0      | 0           |  |
| Peru Posible                                                                                  | 441441   | 4.105    | 2      | 193685  | 2.270    | 0      | 0           |  |
| Restauracion Nacional                                                                         | 432191   | 4.019    | 2      | 435845  | 5.109    | 0      | 0           |  |
| Alianza Para el Progreso                                                                      | 248437   | 2.310    | 0      | 140506  | 1.647    | 0      | 0           |  |
| Frente Independiente Moralizador                                                              | 156418   | 1.455    | 0      | 77,514  | 0.909    | 0      | 0           |  |
| Fuerza Democrática                                                                            | 153435   | 1.427    | 0      | -       | -        | -      | -           |  |
| Justicia Nacional                                                                             | 151163   | 1.406    | 0      | 96982   | 1.137    | 0      |             |  |
| Partido Socialista                                                                            | 134164   | 1.248    | 0      | 140092  | 1.642    | 0      | 0           |  |
| Movimiento Nueva Izquierda                                                                    | 133102   | 1.238    | 0      | 81699   | 0.958    | 0      | 0           |  |
| Perú Ahora                                                                                    | 46439    | 0.432    | 0      | 24571   | 0.288    | 0      | 0           |  |
| Proyecto País                                                                                 | 21539    | 0.200    | 0      | 20312   | 0.238    | 0      | 0           |  |
| Resurgimiento Peruano                                                                         | 20579    | 0.191    | 0      | 22055   | 0.259    | 0      | 0           |  |
| Total valide                                                                                  | 10753000 | 100      | 120    | 8531437 | 100      | 5      | 10          |  |
| Voturi goale                                                                                  | 1682753  | 11.543   |        | 4133224 | 28.261   |        |             |  |
| Voturi invalide                                                                               | 2117929  | 14.792   |        | 1960563 | 13.405   |        |             |  |

## Legi
Vânzarea de alcool și purtarea armelor de foc (cu excepția membrilor Forțelor Armate și a Poliției Naționale) sunt interzise pe perioada alegerilor.
Întâlnirile cu subiect politic sunt strict interzise în timp ce adunările de orice tip în public sunt interzise, inclusiv procesiunile religioase sau show-uile de divertisment.